# Gaastra
Gaastra é uma cidade localizada no estado americano de Michigan, no Condado de Iron.

## Demografia
Segundo o censo americano de 2000, a sua população era de 339 habitantes.
Em 2006, foi estimada uma população de 312, um decréscimo de 27 (-8.0%).

## Geografia
De acordo com o United States Census Bureau tem uma área de
4,3 km², dos quais 4,3 km² cobertos por terra e 0,0 km² cobertos por água. Gaastra localiza-se a aproximadamente 515 m acima do nível do mar.

## Localidades na vizinhança
O diagrama seguinte representa as localidades num raio de 20 km ao redor de Gaastra.